# Emigración chilota

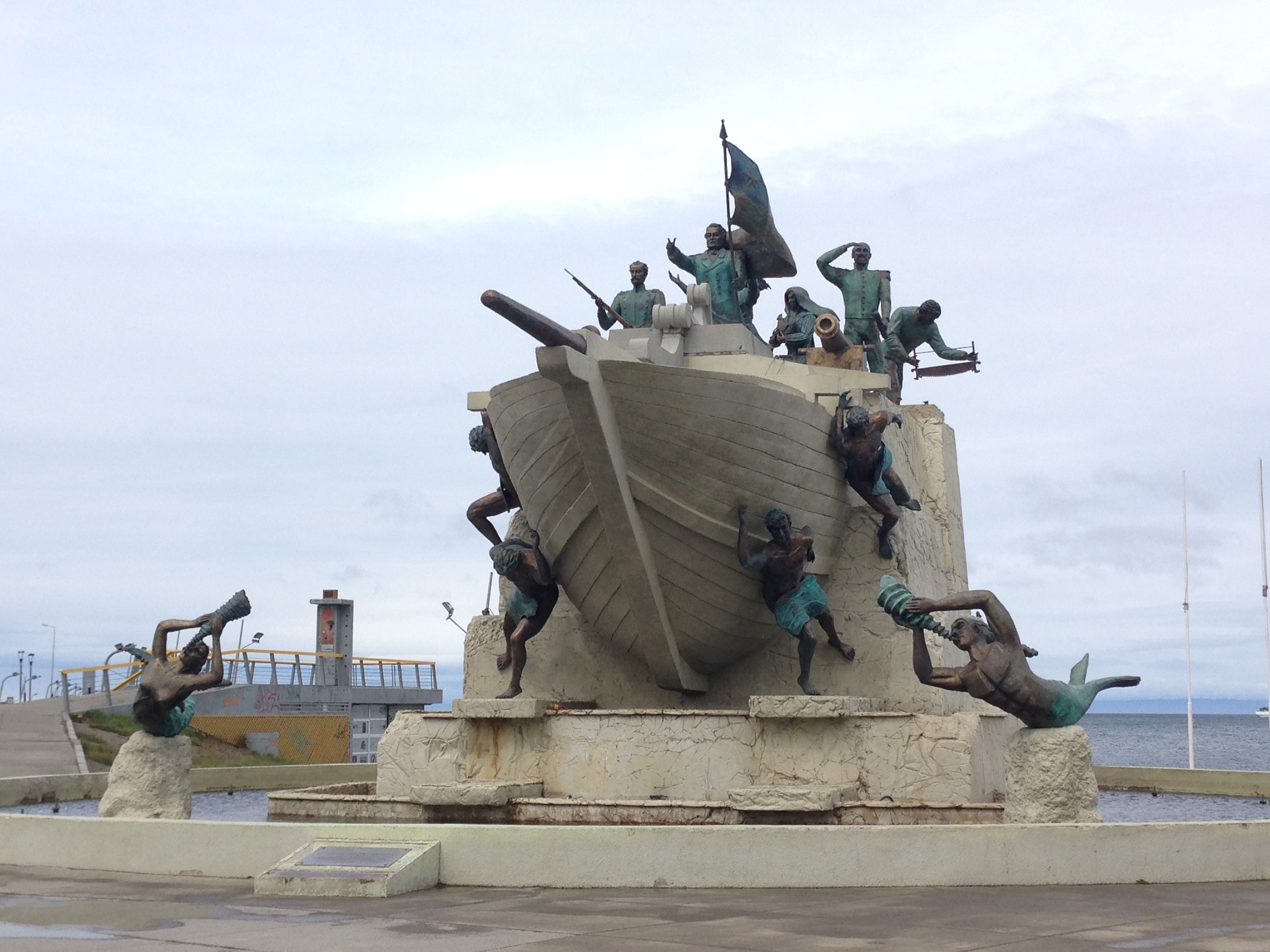
Monumento a los tripulantes de la Goleta Ancud en Punta Arenas

La emigración chilota fue un fenómeno migratorio ocurrido durante los siglos xix y xx que significó la masiva salida de habitantes del archipiélago de Chiloé, la gran mayoría para asentarse en la Patagonia chilena y argentina. El proceso se inició a contar de la toma de posesión del estrecho de Magallanes en 1843 por parte del Estado de Chile y la posterior fundación de Punta Arenas en 1848, pero se intensificó de manera sostenida a partir de fines de siglo, tras la solución de las diferencias limítrofes que mantenían Chile y Argentina, el considerable aumento de la población chilota durante el siglo precedente y la consiguiente agudización de los problemas socioeconómicos de carácter estructural que el archipiélago arrastraba desde tiempos de la Colonia, lo que obligó a la población chilota a emigrar para encontrar trabajo fuera de las islas.
Diversos autores estiman que entre 1920 y 1970, el periodo más intenso del proceso migratorio, más de 110 000 chilotes abandonaron el archipiélago. El fenómeno, que adquirió dimensiones culturales, comenzó a declinar en los años 70 y a revertirse a contar de la década de 1980, cuando las nuevas políticas económicas de Chile iniciaron una etapa de industrialización en Chiloé, impulsada por la acuicultura en particular, que tuvo un espacio preferente de desarrollo en torno al archipiélago.

## Antecedentes
Debido a su posición estratégica para la corona española, en tiempos coloniales estaba prohibido el despoblamiento del archipiélago y por tanto la emigración. No obstante, existieron diversos reportes de numerosos chilotes que, pese a la prohibición, lograron desplazarse a lugares como Santiago de Chile, Lima y Cuzco, dando origen a rumores sobre un supuesto despoblamiento del archipiélago. Posteriormente, a partir del año 1793, las autoridades españolas permitirán la salida de un número acotado de chilotes para favorecer el poblamiento de la refundada ciudad de Osorno.
Durante la guerra de Independencia de Chile un número importante de chilotes salió del archipiélago enrolados en los diversos batallones del Ejército Real, destacando el Batallón Veterano, estacionado en la zona central de Chile hasta 1817, y el Batallón Voluntarios de Castro, que desapareció en 1824 en Perú durante la Batalla de Ayacucho.

## Emigración a la Patagonia
En tiempos republicanos, la corriente migratoria hacia Punta Arenas se inició a partir de la toma de posesión del estrecho de Magallanes por la Goleta Ancud en 1843, y que se consolidó en décadas posteriores en una participación masiva en la base de trabajadores de la zona. De acuerdo a algunos autores, para el año 1970 entre un 20 % y un 30 % de la población de Magallanes tenía su origen en Chiloé, a lo que se sumaría un 10% adicional de población de «chilotes de tierra firme» procedentes de la franja costera al norte del Canal de Chacao, que serían asimilables étnica y culturalmente a los del archipiélago.
Como extensión al poblamiento magallánico, a inicios del siglo XX el proceso migratorio se expande también a la región de Aysén, destacando en este contexto la formación del campamento minero Puerto Cristal, y la muerte por hambre y escorbuto de decenas de trabajadores en Bajo Pisagua (río Baker), sepultados en la Isla de Los Muertos.
Durante la primera mitad del siglo XX y hasta la década de 1960 se produjo un fuerte proceso migratorio de chilotes hacia la República Argentina, donde se forman grandes comunidades en territorios como Comodoro Rivadavia, Río Gallegos y El Calafate. Cientos de trabajadores chilotes fueron asesinados en 1921 durante la represión de las huelgas obreras por el Ejército Argentino, en los sucesos conocidos como «Patagonia rebelde».
Para Mateo Martinic, la emigración de chilotes durante el siglo XX incidió en que una población que pudo haber superado los 200 000 habitantes para 1970, apenas superara los 100 000 para ese año. De esta forma, gran parte de los descendientes de chilotes hoy residirían fuera de su territorio histórico. Al año 2017 existen centros «Hijos de Chiloé» en las ciudades de Punta Arenas, Porvenir, Coyhaique, Puerto Montt y Santiago,  que buscan agrupar esta población chilota fuera del territorio insular, así como a su descendencia.

## Declinación
La emigración masiva de chilotes comenzó a declinar en los años 70 y a revertirse a contar de la década de 1980, cuando las nuevas políticas económicas implementadas por la dictadura militar permitió el inicio una etapa de industrialización en Chiloé, con la llegada de la acuicultura y la salmonicultura en particular, que tuvo un espacio preferente de desarrollo en torno al archipiélago. De esta forma, se produjo una masiva llegada de trabajadores procedentes de la zona central de Chile en búsqueda de oportunidades laborales, que se tradujo en un aumento de población de la provincia de 30 000 habitantes en dos décadas.[cita requerida]